# Die (músico)
Die (Mie - 20 de dezembro de 1974) é um guitarrista japonês, mais conhecido por ser um dos guitarristas da banda japonesa Dir en Grey. Também faz parte de um projeto secundário chamado DECAYS. Die usa modelos de guitarras da ESP Japan.

## Carreira

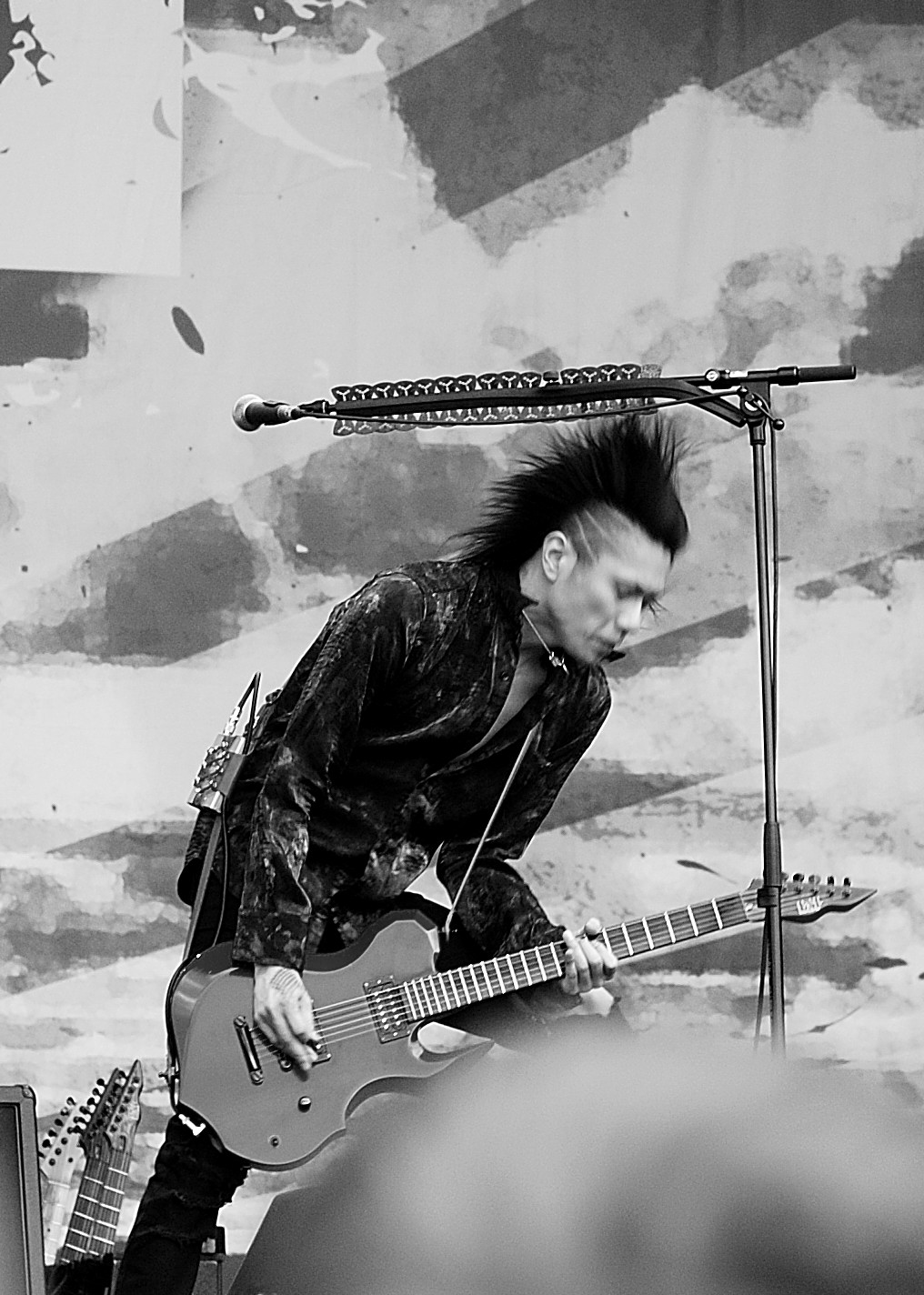
Die em 2006

Die se interessou pela música após ouvir o álbum Aku no Hana de Buck-Tick na época de escola. Ele desenvolveu sua paixão por guitarra após ouvir o álbum de estreia do D'erlanger, La Vie En Rose, e chama o guitarrista Cipher de seu herói. Em 1997, formou a banda Dir en grey junto com Kaoru, Kyo, Toshiya e Shinya após o fim da banda La:Sadie's.

### Decays
Em 2015, formou o projeto solo "Decays" como guitarrista, com Ataru Nakamura nos vocais. Depois, a cantora saiu e Die assumiu a posição de vocalista e guitarrista.

## Discografia

### Com Dir en Grey[9]
Álbuns
- GAUZE (1999)
- MACABRE (2000)
- KISOU (2002)
- VULGAR (2003)
- Withering to death (2005)
- The Marrow of a Bone (2007)
- Uroboros (2008)
- Dum Spiro Spero (2011)
- Arche (2014)
- The Insulated World (2018)

EPs
- MISSA (1997)
- six Ugly (2002)
- The Unraveling (2013)